# پساره (شهرستان اسکرینه‌ویتسه)
پساره (به لهستانی:  Psary) یک روستا در لهستان است که در گمینا نوو کاونچن واقع شده‌است. پساره ۶۰ نفر جمعیت دارد.